# Iris milesii
Iris milesii là một loài thực vật có hoa trong họ Diên vĩ. Loài này được Baker ex Foster miêu tả khoa học đầu tiên năm 1883.